# Metro Station (album)

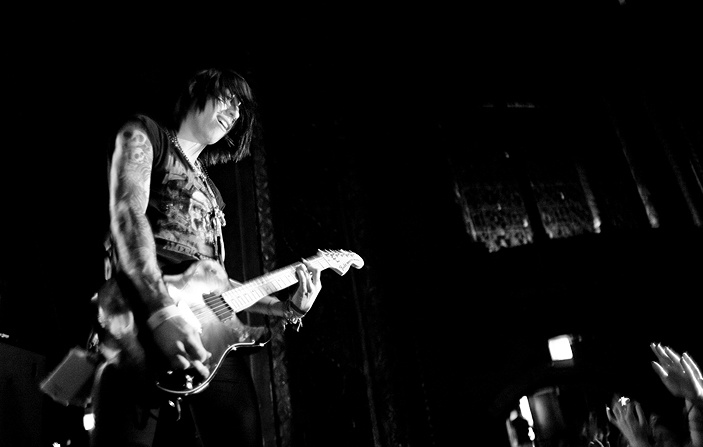
Trace Cyrus 2008

Metro Station – pierwszy album studyjny amerykańskiego zespołu Metro Station wydany 18 września 2007 roku przez Columbia Records.

## Utwory
1. Seventeen Forever
2. Control
3. Kelsey
4. Shake It
5. Wish We Were Older
6. Now That We're Done
7. True To Me
8. Tell Me What To Do
9. California
10. Disco